# Puerto Patterson
Puerto Patterson (en inglés: Port Patterson) es un asentamiento en la Isla del Rosario en la Isla Gran Malvina. Toma su nombre de la bahía que se asienta, en la costa suroeste de la isla. Fue fundada en el siglo XIX.
Este caserío es famoso por sus jardines, que tienen un ambiente tropical, y tiene una pequeña tienda.  La casa principal, ocupado por los McGill, data de 1938 y es un edificio de una sola planta, que se ha extendido en los últimos años. También hay un cobertizo de lana, cobertizo vaca y varias casas de techos rojos hechos con tablas solapadas. Dos de ellos se alquilan a los turistas, que a menudo provienen de la misma isla y de la Isla Soledad. Los jardines también incluyen plantas introducidas como fucsias, lupinos, y rosas de perro, y algunos árboles, incluyendo árboles de ciprés de Monterrey, Nueva Zelanda y palmeras.